# OpstapmetLisa
OpstapmetLisa is een Nederlands online platform met tips en inspiratie voor dagjes uit, weekendjes weg en stedentrips in Nederland. Het platform publiceert redactionele artikelen en artikelen vanuit partnersamenwerkingen, thematische gidsen en blogbundels met praktische ideeën over leuke activiteiten en uitjes voor uiteenlopende doelgroepen, zoals gezinnen, stelletjes en vriendengroepen.

## Geschiedenis
OpstapmetLisa werd in 2016 opgericht door Ester van Kuik-de Jong. Het platform maakt onderdeel uit van het marketing- en adviesbureau Endezant Advies. Sinds de start groeide de site uit tot een mediakanaal waarop naast redactionele blogs ook thematische uitgaven verschijnen en aanbieders van leuke locaties, activiteiten en uitjes ruimte krijgen om te adverteren.

## Activiteiten en inhoud
De website publiceert regelmatig artikelen over bezienswaardigheden, horeca-tips, winkels en activiteiten in Nederlandse steden en regio’s. Daarnaast brengt het platform meerdere keren per jaar e-books en hardcopy gidsen uit met uitjestips.

## Samenwerkingen en advertenties
Bedrijven kunnen via OpstapmetLisa adverteren om hun organisatie of activiteit onder de aandacht te brengen. Mogelijkheden zijn onder meer losse advertentiepagina’s, benoemingen in redactionele blogs en promotie via social mediakanalen en de maandelijkse nieuwsbrief.

## Bereik
In de periode 2016–2025 ontving de website meer dan 800.000 bezoekers. Het mediakanaal heeft meer dan 10.000 volgers op Instagram en is inmiddels ook actief op TikTok.